# Пам'ятки Чистякового
У місті Чистяковому Донецької області на обліку перебуває 32 пам'ятки історії та монументального мистецтва.
| № пп | Охорон. номер | Найменування пам'ятки                                                                            | Місцезнаходження пам'ятки                                      | Рік встановлення     | Автор                                                    | Рішення               |
| ---- | ------------- | ------------------------------------------------------------------------------------------------ | -------------------------------------------------------------- | -------------------- | -------------------------------------------------------- | --------------------- |
| 1.   | 2184          | Місце страти мирних громадян.                                                                    | білка «Пилипова», за міським парком.                           | 1977 р.              | –                                                        | 22.07.1987 р. № 338 р |
| 2.   | 610           | Братська могила радянських воїнів Південного фронту.                                             | пр. Гагаріна, 133                                              | 1960 р.              | –                                                        | 17.12.1969 р. № 724   |
| 3.   | 1912          | Монумент "Піонерам опанування вугільного комбайна «Донбас».                                      | пр. Гагаріна,133                                               | 1978 р.              | Скульптор: Гевеке П. П. Архітектор: Росенко В. В.        | 19.04.1983 р. № 280 р |
| 4.   | 623           | Братська могила шахтарів.                                                                        | вул. Добролюбова                                               | 1967 р.              | –                                                        | 19.04.1983 р. № 280 р |
| 5.   | 611           | Братська могила радянських воїнів Південного фронту.                                             | вул. Леніна,283                                                | 1967 р.              | –                                                        | 17.12.1969 р. № 724   |
| 6.   | 617           | Пам'ятний знак на честь радянських військовополонених.                                           | вул. Леніна, 55.                                               | 1967 р.              | –                                                        | 17.12.1969 р. № 724   |
| 7.   | 2949          | Братська могила і Група поодиноких могил жертв фашизму (72).                                     | вул. Маяковського, 65, цвинтар шахти «Об'єднана».              | 1985 р.              | –                                                        | 12.06.1991 р. № 210   |
| 8.   | 636           | Пам'ятник Маяковському В. В.                                                                     | пл. Маяковського.                                              | 1961 р.              | –                                                        | 17.12.1969 р. № 724   |
| 9.   | 2950          | Пам'ятний знак загиблим воїнам-інтернаціоналістам.                                               | Міський парк культури та відпочинку.                           | 1990 р.              | –                                                        | 12.06.1991 р. № 210   |
| 10.  | 614           | Братська могила радянських воїнів Південного фронту.                                             | вул. Миру, 13.                                                 | 1959 р.              | –                                                        | 17.12.1969 р. № 724   |
| 11.  | 3115          | Могила Булгакова В.М, воїна-афганця, рядового.                                                   | вул. П.Мирного, міський цвинтар.                               | 1985 р.              | –                                                        | 14.07.1993 р. № 419   |
| 12.  | 3114          | Могила Давіліна О. В, воїна-афганця, сержанта.                                                   | вул. П.Мирного, міський цвинтар.                               | 1986 р.              | –                                                        | 14.07.1993 р. № 419   |
| 13.  | 622           | Братська могила радянських воїнів Південного фронту.                                             | вул. Обручева.                                                 | 1959 р. рек. 1991 р. | –                                                        | 17.12.1969 р. № 724   |
| 14.  | 615           | Братська могила радянських воїнів Південного фронту.                                             | міський цвинтар, південно-східна околиця.                      | 1946 р.              | –                                                        | 17.12.1969 р. № 724   |
| 15.  | 616           | Братська могила радянських воїнів Південного фронту.                                             | міський цвинтар, південно-східна околиця.                      | 1946 р.              | –                                                        | 17.12.1969 р. № 724   |
| 16.  | 609           | Братська могила робітників міліції, героїв громадянської війни, радянських воїнів і партизанців. | перехрестя вул. Піонерської та вул. Енгельса.                  | 1943 р. рек. 1975 р. | –                                                        | 17.12.1969 р. № 724   |
| 17.  | 621           | Братська могила радянських воїнів Південного фронту.                                             | вул. П'ятницького,10                                           | 1959 р.              | –                                                        | 17.12.1969 р. № 724   |
| 18.  | 627           | Пам'ятний знак на місці табору для радянських військовополонених.                                | с-ще Центральне, біля залізничного полотна.                    | 1990 р.              | –                                                        | 29.03.1999 р. № 161   |
| 19.  | 3116          | Могила Калінова В. П, воїна-афганця, рядового.                                                   | с-ще шахти № 23, цвинтар.                                      | 1985 р.              | –                                                        | 14.07.1993 р. № 419   |
| 20.  | 620           | Братська могила радянських воїнів Південного фронту.                                             | вул. Театральна,1                                              | 1960 р. рек. 1980 р. | –                                                        | 17.12.1969 р. № 724   |
| 21.  | 1911          | Могила Стаханова О. Г., новатора вугільної промисловості, Героя Соціалістичної Праці.            | цвинтар.                                                       | 1978 р.              | Скульптор: Ракитянський К. Є., Архітектор: Росенко В. В. | 19.04.1983 р. № 280 р |
| 22.  | 2948          | Братська могила і Група поодиноких могил жертв фашизму (47).                                     | цвинтар «Андріївський».                                        | 1985 р.              | –                                                        | 12.06.1991 р. № 210   |
| 23.  | 2183          | Братська могила радянських воїнів.                                                               | цвинтар шахти «Червона зірка».                                 | 1965 р.              | –                                                        | 22.07.1987 р. № 338 р |
| 24.  | 613           | Братська могила радянських військовополонених.                                                   | вул. Чернишевського, 12.                                       | 1961 р.              | –                                                        | 17.12.1969 р. № 724   |
| 25.  | 618           | Братська могила радянських воїнів і військовополонених.                                          | вул. Широка, сквер.                                            | 1960 р.              | –                                                        | 17.12.1969 р. № 724   |
| 26.  | 619           | Братська могила радянських військовополонених.                                                   | Пелагіївська сел/р, смт Пелагіївка.                            | 1965 р.              | –                                                        | 17.12.1969 р. № 724   |
| 27.  | 612           | Братська могила радянських воїнів.                                                               | Розсипненська сел/р, смт Розсипне.                             | 1960 р. рек. 1985 р. | –                                                        | 17.12.1969 р. № 724   |
| 28.  | 3113          | Могила Бєлова І..Д, воїна-афганця, лейтенанта.                                                   | Розсипненська сел/р, смт Розсипне, цвинтар.                    | 1986 р.              | –                                                        | 14.07.1993 р. № 419   |
| 29.  | 2951          | Місце першої маївки.                                                                             | пл ім. Леніна.                                                 | 1981 р.              | –                                                        | 12.06.1991 р. № 210   |
| 30.  | 2952          | Шахта, на якій працював Стаханов Олексій Григорович, Герой Соц. праці.                           | Адміністративно-побутовий комбінат шахтоуправління «Торезьке». | 1978 р.              | –                                                        | 12.06.1991 р. № 210   |
| 31.  | 2953          | Місце перебування у Чистяковому штабу 1-ї Кінної Армії.                                          | Будинок залізничного вокзалу станції Торез.                    | 1984 р.              | –                                                        | 12.06.1991 р. № 210   |
| 32.  | 626           | Пам'ятник Леніну В. І.                                                                           | пл ім. Леніна.                                                 | 1950 р.              | –                                                        | 17.12.1969 р. № 724   |
|      |               |                                                                                                  |                                                                |                      |                                                          |                       |